# آرنج بیچ (آلاباما)
آرنج بیچ (به انگلیسی: Orange Beach) شهری در شهرستان بالدوین ایالت آلاباما است که مساحت آن ۴۱٫۳۱ کیلومتر مربع است و در سرشماری سال ۲۰۱۰ میلادی، ۵٬۴۴۱ نفر جمعیت داشته و تراکم جمعیتی آن، ۱۳۱٫۷۱ نفر در هر کیلومتر مربع بوده است.